# Cinco Familias

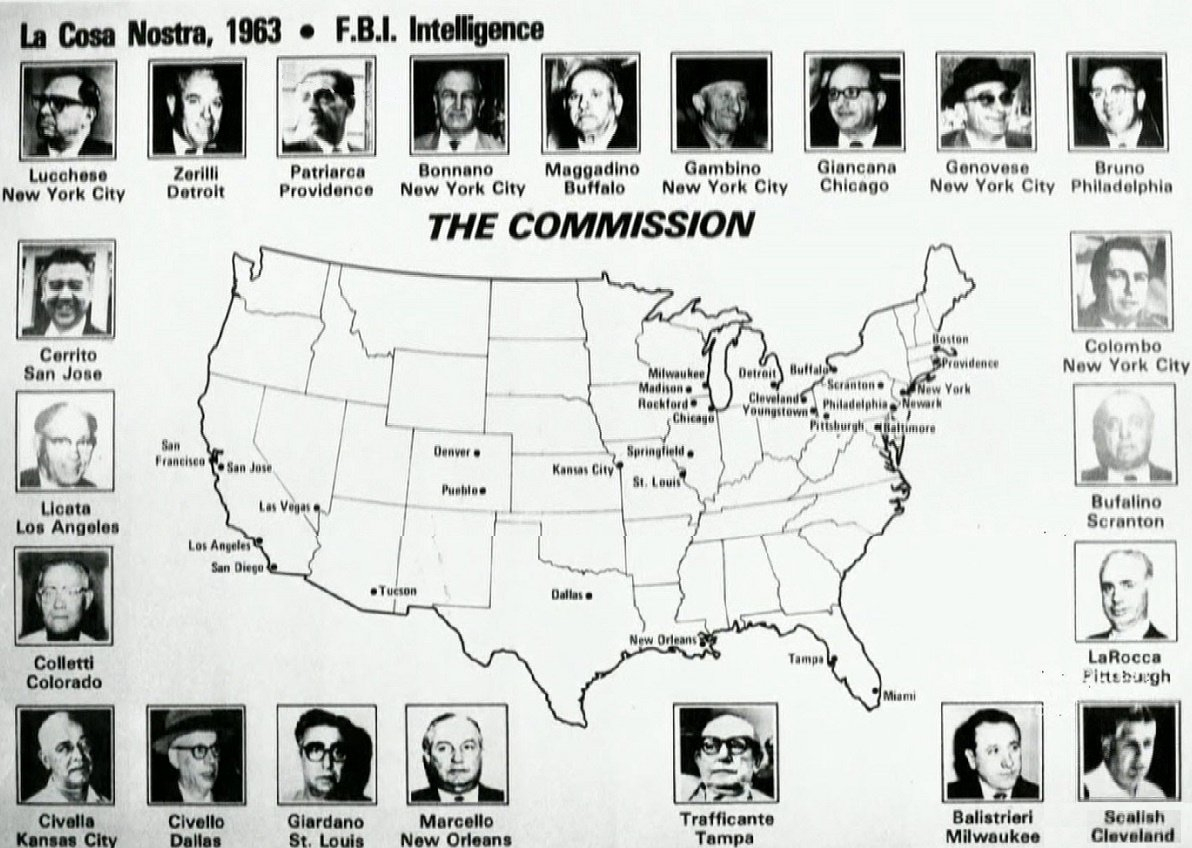
Gráfico producido por la Oficina Federal de Investigaciones que muestra a los principales jefes de la mafia ítaloestadounidense de todo el país en el año 1963.

Las Cinco Familias son las familias criminales principales de la mafia ítaloestadounidense de Nueva York, que han dominado el crimen organizado en la ciudad desde finales del siglo XIX, aunque su poder e influencia se han visto mermados desde comienzos del siglo XXI por las capturas de sus miembros a manos de las autoridades estadounidenses. Las Cinco Familias, bajo la sugerencia de Lucky Luciano, son responsables del sistema de La Comisión, un consejo intermafioso que demarcó el terreno entre las facciones previamente en guerra y que gobierna las actividades de la Cosa Nostra en Estados Unidos.
Las Cinco Familias con sus actuales capos son:
- Bonanno: Michael Mancuso.
- Colombo: Theodore N. "Skinny Teddy" Persico Jr.
- Gambino: Domenico Cefalú (encargado luego del asesinato en 2019 del capo oficial, Frank Cali).
- Genovese: Liborio Bellomo
- Lucchese: Michael DeSantis (encargado al estar encarcelado de por vida el capo oficial, Victor Amuso).

Algunas de esas familias son conocidas por nombres alternativos. Por ejemplo, la familia Colombo es en ocasiones llamada familia Profaci (debido a Joe Profaci, un jefe de larga duración de la familia).

## Influencias y referencias en la cultura pop
En 1972 se estrenó la película de mafia El Padrino, basada en la novela homónima de Mario Puzo, en la que cinco familias criminales dominan la Cosa Nostra de Nueva York, pero esas familias tienen diferentes nombres de las de la vida real. Esas familias son la familia Corleone, la familia Tattaglia, la familia Barzini, la familia Cuneo y la familia Stracci. En la película El padrino, Don Corleone sería Carlo Gambino, ya que de joven se rebeló y asesinó al jefe de la familia para la que trabajaba, se convirtió en el jefe y se negó a los narcóticos; finalmente terminó falleciendo de un ataque cardíaco.
En la serie de televisión Los Soprano, la familia DiMeo de Nueva Jersey tiene conexiones cercanas de negocios con la familia Lupertazzi de Brooklyn, una de las cinco familias de Nueva York. Debido a su gran tamaño, la familia Lupertazzi probablemente representa a la familia Gambino o Genovese.
Las cinco familias son parodiadas en el Grand Theft Auto IV, las cuales son la familia Gambetti, la familia Pavanno, la familia Ancelotti, la familia Messina y la familia Lupisella. También está la familia Pegorino, la cual trata de ser aceptada dentro de La Comisión, siendo la sexta familia.
En el universo Star Wars, buena parte del borde exterior de la galaxia está dominado por los Hutt, estos líderes criminales se reúnen en el Gran Consejo Hutt para tomar decisiones, este consejo está formado por los líderes de las 5 familias Hutt.
En el manga de piratas One Piece uno de los personajes secundarios llamado Capone ‘Gang’ Bege, inspirado abiertamente en Al Capone, se transformó en Capitán Pirata cuando se cansó de sus actividades en el West Blue, un mar cuya actividad criminal esta controlada por las llamadas Cinco Familias del Oeste, de una de las cuales él mismo era líder.

## Fuera de Estados Unidos
Los medios de comunicación canadienses conocen a la mafia italiana de Montreal como "La Sexta Familia". Históricamente vinculada a la familia Bonanno de Nueva York, ha sido dirigida por los Cotroni (los hermanos Vic y Frank, cuyo padre, Nick, era de Calabria) y más tarde por los Rizzuto, Nick y Vito, cuyos orígenes son de Sicilia. Junto con el grupo criminal irlandés West End Gang, y los francocanadienses Hells Angels en East End Montreal, forman el Consorcio de Montreal, quienes controlan el tráfico de drogas en el Este de Canadá, y desde allí en Estados Unidos.